# Imagerie spatiale

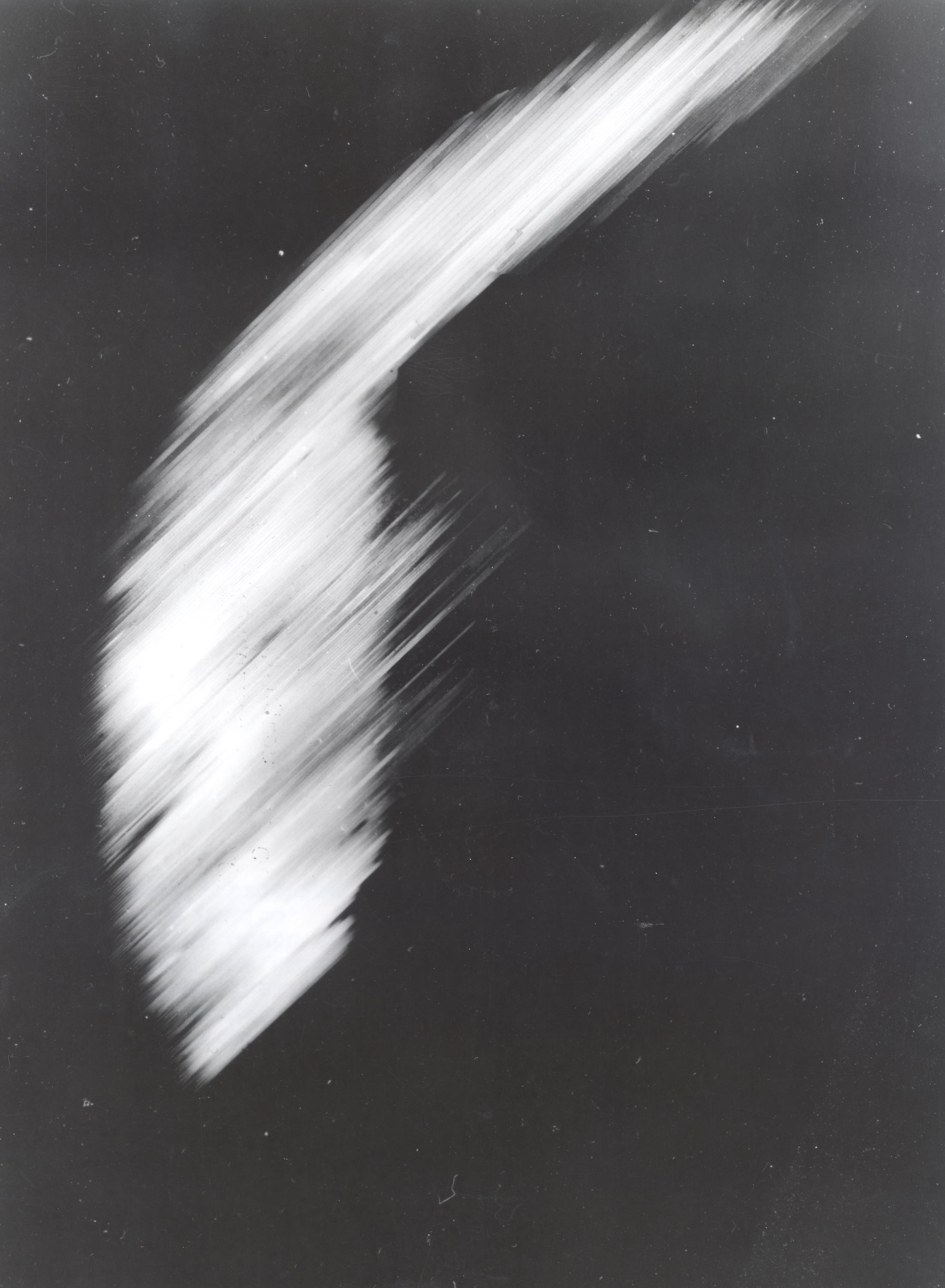
Première image de la Terre prise par un satellite en orbite. Elle montre une zone éclairée par le Soleil dans l'océan Pacifique et la couverture nuageuse. L'image a été faite alors que le satellite Explorer 6 se trouvait à environ 27000 km d'altitude, le 14 août 1959.

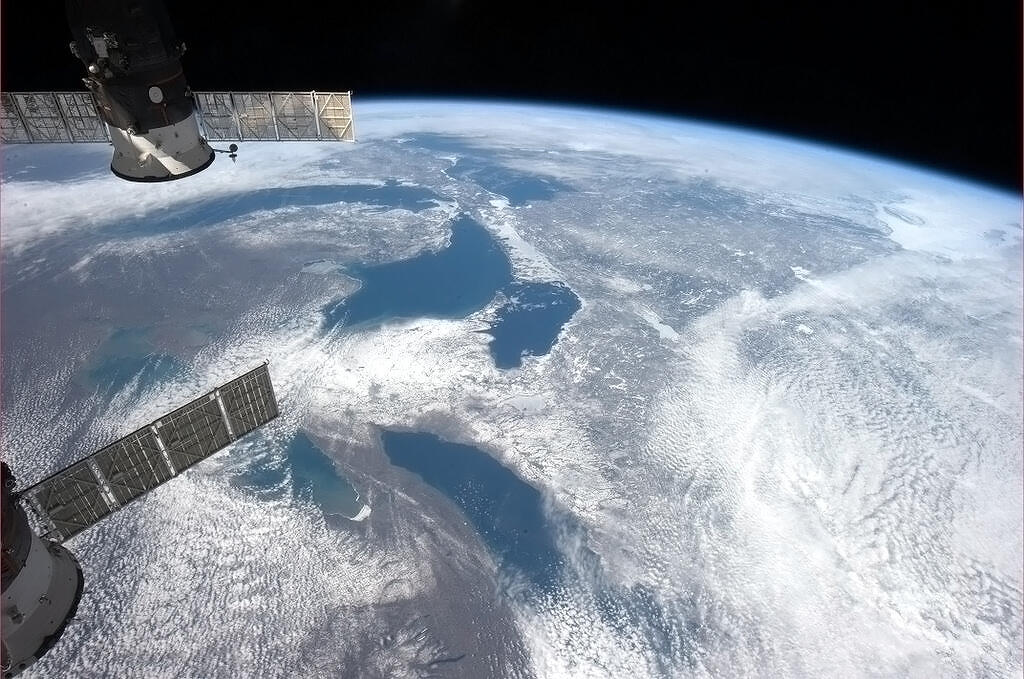
La région des Grands lacs vus depuis l'ISS en 2013 par l'astronaute canadien Chris Hadfield.

L'imagerie spatiale est une technique d'observation à distance qui repose sur la prise d'images dans le domaine optique (lumière visible, infrarouge et ultraviolet) depuis l'espace par des équipements installés à bord de satellites artificiels. L'imagerie spatiale constitue une des techniques utilisées pour déterminer les propriétés d'objets naturels ou artificiels à partir du rayonnement électromagnétique émis ou réfléchi par ceux-ci. Ces techniques, regroupées sous le vocable de télédétection, comprennent également l'observation des micro-ondes à l'aide de radars et celle des ondes radio.
L'imagerie spatiale repose sur la transformation du rayonnement lumineux en image numérique. Chaque point élémentaire de l'image (pixel) est caractérisé par une valeur (la radiométrie) proportionnel à la puissance de la lumière reçus (la luminance) dans une bande spectrale choisie (l'ensemble du spectre de la lumière visible du violet au rouge pour obtenir une image classique dite panchromatique). Les images sont prises par des instruments comprenant une partie optique, des filtres et des détecteurs. Le résultat est en partie corrigé de manière automatique à bord de l'engin spatial (étalonnage, correction de la géométrie) avant d'être transmis via une station terrienne à un centre de traitement qui complète les corrections et produit des images répondant aux besoins des utilisateurs. Les capacités des satellites produisant ces images sont variables pour répondre aux besoins des utilisateurs : les satellites météorologiques ont ainsi une résolution spatiale moyenne mais effectuent simultanément des observations dans un très grand nombre de bandes spectrales alors que les satellites de reconnaissance militaires ont une résolution spatiale qui peut être inférieure au centimètre.
L'imagerie spatiale est un domaine en forte croissance avec des usages des plus variés. Initialement produite par des engins spatiaux développés par des agences spatiales civiles ou militaires (Landsat, Spot), elle est désormais en grande partie produite et commercialisée par des sociétés privées. Les principales applications sont la cartographie, la météorologie, la reconnaissance militaire, la gestion des productions agricoles, le suivi des catastrophes naturelles, l'étude de la Terre et des planètes à des fins scientifiques.

## Définition

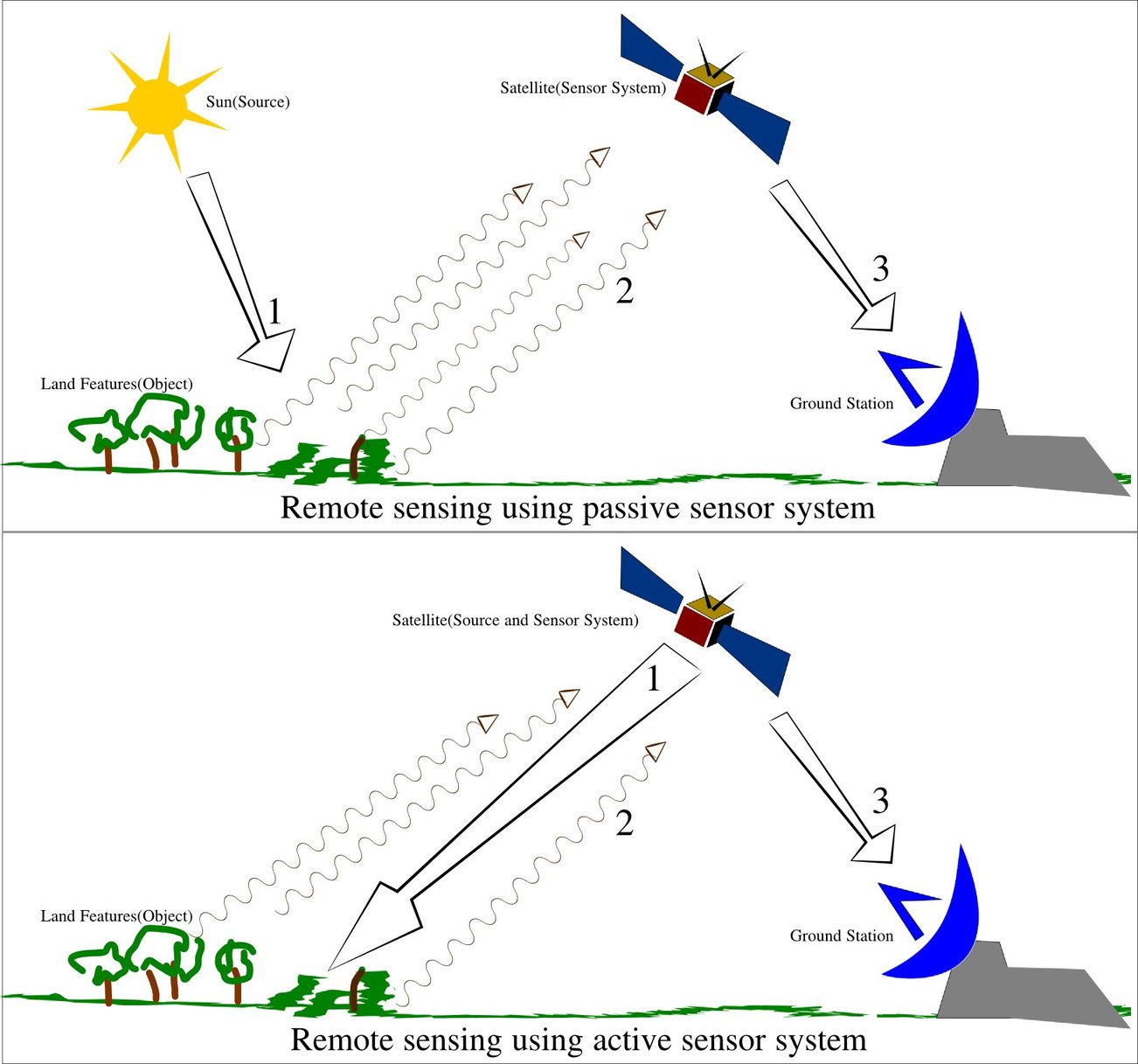
Schéma des processus de télédétection passive (en haut) et active. 1 : Le rayonnement du Soleil vient frapper la surface de la Terre (1). Le sol mais également l'atmosphère réfléchit une partie de ce rayonnement vers l'espace (2) mais il émet également en permanence un rayonnement thermique. Ce rayonnement est mesuré par l'instrument embarqué dans le satellite qui renvoie ces informations aux stations terriennes (3). Si l'instrument est de type actif (radar, télémètre laser…), il émet un rayonnement (1) qui est en partie renvoyé (2) puis analysé par l'instrument à bord du satellite.

L'imagerie spatiale fait partie des techniques de télédétection spatiale qui permettent de déterminer les propriétés d'objets naturels ou artificiels à partir des rayonnements qu'ils émettent ou réfléchissent. Les techniques de télédétection comprennent l'ensemble du processus : la capture et l'enregistrement de l'énergie d'un rayonnement émis ou réfléchi par les objets observés, le traitement des données résultantes et enfin l'analyse des données finales. Ce processus met en œuvre un capteur (appareil photographique, laser, radar, sonar, lidar, sismographe, gravimètre…) qui est généralement embarqué à bord d'une plateforme mobile : avion, satellite, ballon, navire (sonar), etc. Une grande partie du spectre électromagnétique du rayonnement X aux ondes radios (en passant par l'ultraviolet, la lumière visible et l'infrarouge) peut être utilisée. Chaque partie du spectre est susceptible de fournir des informations sur l'objet : forme, température, composition chimique, moléculaire et minéralogie, distance, etc. L'imagerie spatiale est la technique de télédétection qui repose sur la prise d'images dans le domaine optique (lumière visible, infrarouge et ultraviolet) à partir d'engins spatiaux en orbite autour d'un corps céleste (Terre ou autre) ou survolant celui-ci.

## Concepts

### Spectre électromagnétique
Le rayonnement du Soleil qui traverse l'atmosphère vient frapper la surface de la Terre et une partie de celui-ci est réfléchi dans l'espace. Ce rayonnement est composé d'ondes de différentes longueurs qui forment son spectre électromagnétique : ondes radio, micro-ondes, infrarouge, lumière visible, ultraviolet, rayons X et rayons gamma. L'imagerie spatiale est réalisée à partie d'une fraction de ce spectre comprenant la lumière visible l'infrarouge et l'ultraviolet. Seule la lumière visible est perçue par notre œil, chaque couleur perçue par l'œil correspondant à un intervalle de longueur d’onde.

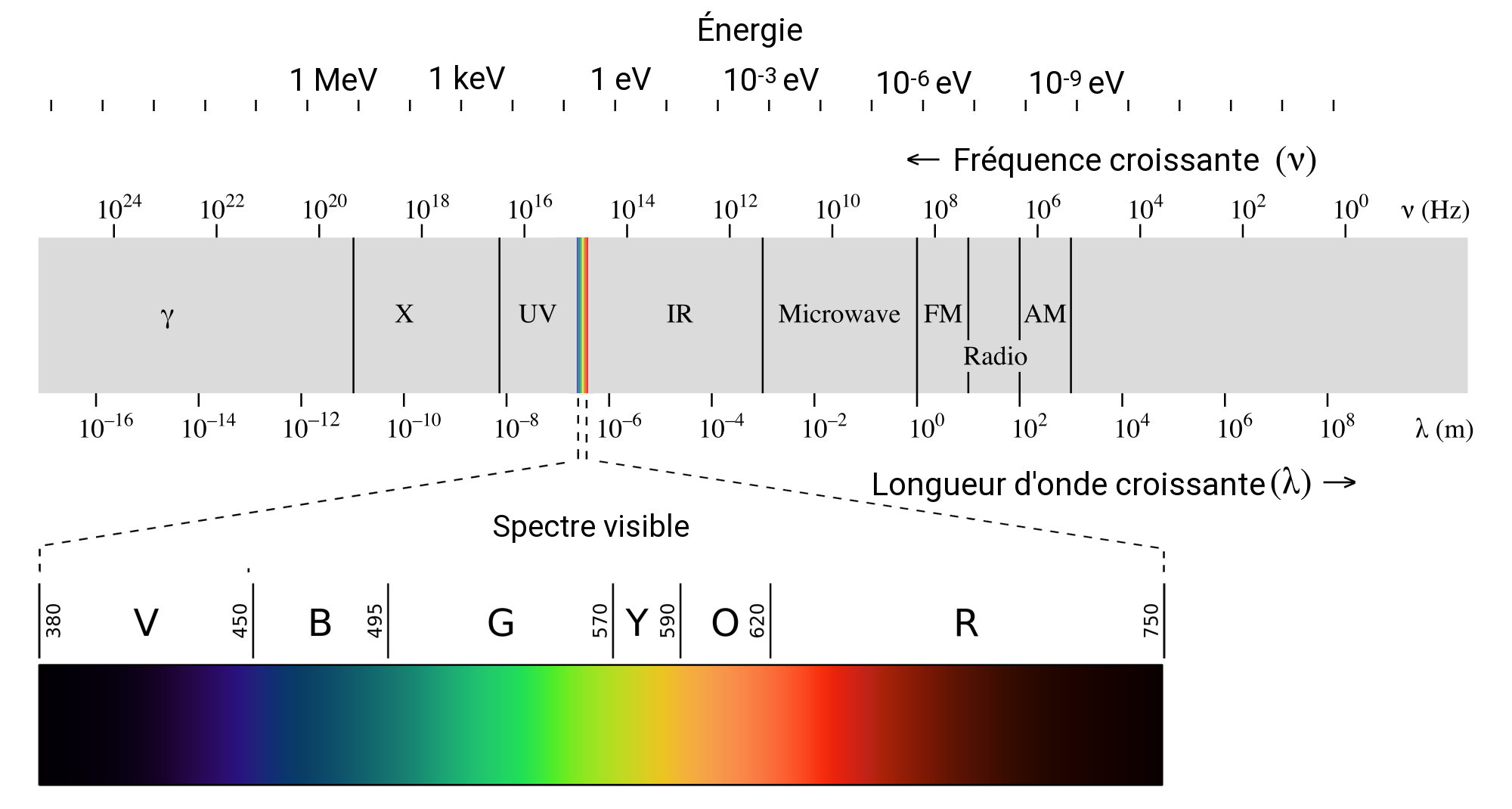
Le spectre électromagnétique du rayonnement solaire va des ondes gamma aux ondes radio. L'imagerie spatiale est réalisée à partir d'une fraction de ce spectre comprenant la lumière visible (zoom du schéma), l'infrarouge (IR) et l'ultraviolet (UV).

### Réflectance et signature spectrale

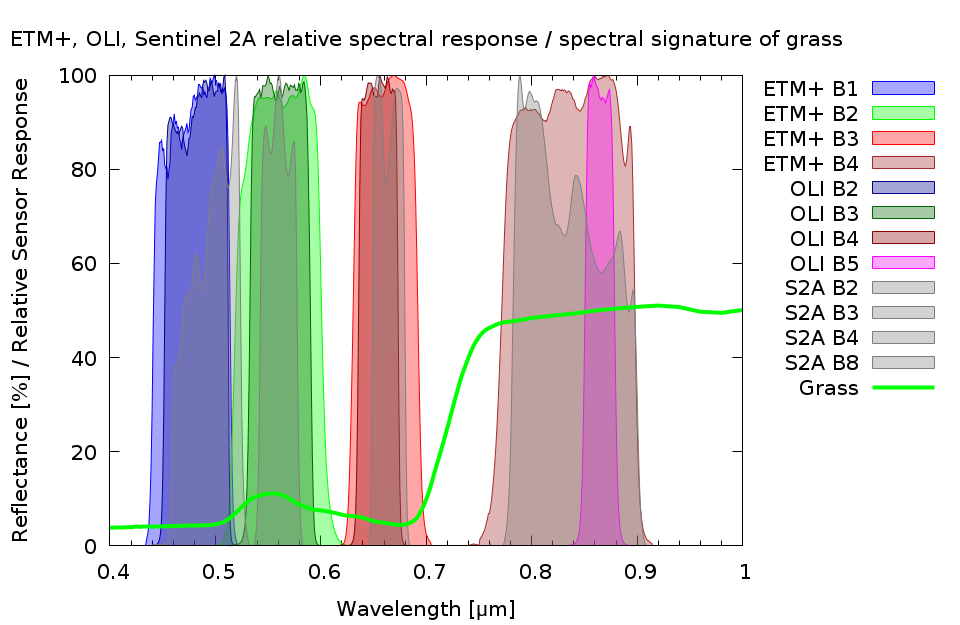
La courbe verte correspond à la réflectance en lumière visible et proche infrarouge (longueurs d'onde entre 0,4 et 1 micromètre) d'une surface occupée par une prairie. Les courbes en forme de cloche correspondent à la sensibilité (entre 0 et 100 %) dans différents canaux de l'instrument de télédétection optique du satellite Sentinel2.

Le rayonnement du Soleil qui vient frapper le sol est en partie absorbé par sa surface ou pénètre dans le sol. Mais une partie du rayonnement est réfléchi. C'est cette partie du rayonnement qui est perçue par les instruments de télédétection (et nos yeux pour la partie du spectre correspondant à la lumière visible). La proportion de lumière réfléchie dépend des caractéristiques de la surface (type de sol, type de végétation, étendue d'eau, température…). Cette grandeur qui s'exprime sous la forme d'un pourcentage est la réflectance. La réflectance d'une surface varie en fonction de la longueur d'onde de la lumière incidente. La courbe représentant la réflectance en fonction de la longueur d'onde, appelée spectre de réflexion, constitue une signature qui permet d'identifier de manière plus ou moins précise les caractéristiques de la surface ou de la végétation qui la recouvre.

### Résolution spatiale
La résolution spatiale d'une image est la taille du plus petit élément d'une image qu’il est possible de distinguer. Elle est également couramment définie comme étant la taille du pixel (par exemple 1 pixel = 10 mètres). Les objets qu'il est possible de discerner dépendent de la résolution spatiale de l'instrument utilisé. Dans le domaine de l'imagerie spatiale on distingue la basse résolution, la moyenne résolution, la haute résolution et la très haute résolution. De manière générale, l'obtention d'une résolution spatiale élevée se traduit par une superficie de la surface visible réduite : une image très haute résolution couvrira une portion de territoire plus restreinte qu'une image moyenne résolution. Le choix d'une résolution spatiale à la conception du capteur embarqué sur le satellite mais aussi au moment de la conception du produit final dépend du besoin de l'utilisateur. Pour des applications météorologiques, une résolution spatiale basse ou moyenne est suffisante car les phénomènes observés sont généralement à l'échelle kilométrique. Par contre dans le domaine de la reconnaissance militaire il est généralement demandé la résolution spatiale la plus élevée possible pour pouvoir identifier de manière non ambiguë les armes, équipements et installations militaires.

### Canal spectral et résolution spectrale
Le satellite produisant des images spatiales enregistre celles-ci simultanément dans plusieurs bandes spectrales ou canaux spectraux : pour chaque canal, seul le rayonnement compris dans un intervalle de longueurs d'onde donné est enregistré : par exemple pour Spot-4 le canal spectral du vert enregistre uniquement les longueurs d'onde comprises entre 0,5 et 0,59 micromètre. Chaque élément de l'image (pixel) est enregistré pour chaque canal en niveaux de gris avec un nombre de niveaux défini pour répondre aux besoins (souvent codé sur 8 bits soit 256 niveaux distincts). Une image correspondant à une photographie classique est obtenue en combinant trois images réalisées respectivement dans la bande du bleu, du vert et du rouge.
| Satellite                   | Opérateur     | Type                    | Date lancement | Nbre canaux | Détail canaux | Fauchée                  | Résolution spatiale | Résolution radiométrique | Masse               | Autre | Remarque                           |
| --------------------------- | ------------- | ----------------------- | -------------- | ----------- | ------------- | ------------------------ | ------------------- | ------------------------ | ------------------- | ----- | ---------------------------------- |
| Landsat 1                   | NASA          | Observation de la Terre | 1972           | 4           | 3 VIS + 1 IR  | 185 km                   | 80 m.               | 6 bits                   | 60 kg (instrument)  |       | Premier satellite d'imagerie civil |
| Météosat Seconde Generation | Eumetsat      | Météorologie            | 2002           | 12          | 4 VIS + 8 IR  | hémisphère en 15 minutes | 1 km (VIS)          | 12 bits                  | 270 kg (instrument) |       | En orbite géostationnaire          |
| Pléiades Neo                | Airbus DS Geo | Civil/militaire         | 2021           | 7           | 6 VIS + 1 IR  | 14 km                    | 30 cm.              |                          |                     |       |                                    |

Selon les caractéristiques du satellite, une image peut être enregistrée uniquement dans les trois bandes reproduisant une photographie classique (rouge, vert, bleu) ou dans quelques bandes additionnelles situées dans l'infrarouge (images multi-spectrales) ou dans des centaines de bandes spatiales (images hyper-spectrales). Une image multi-spectrale avec ses bandes spectrales généralement larges et espacées fournie une image partielle de la signature spectrale de la surface alors que l'image hyperspectrale permet de reconstituer avec une grande précision celle-ci mais généralement au détriment de la résolution spatiale du fait du volume de données à collecter et transmettre. La résolution spectrale est la grandeur qui définit le pouvoir de séparation en bandes spectrales de l'instrument embarqué sur le satellite. Plus la résolution spectrale est grande, plus le spectre obtenu est détaillé, et plus on peut y mesurer des raies de faible intensité ou profondeur.
| Instrument | Opérateur                 | Type      | Satellite | Date | Bande spectrale | Nbre bandes et largeur | Type capteur   | Utilisation                                                                                               | Autre information         |
| ---------- | ------------------------- | --------- | --------- | ---- | --------------- | ---------------------- | -------------- | --- | ------------------------- |
| HySIS      | ISRO                      | Satellite | HySIS     | 2018 | 400-950 nm      | 55 (10 nm)             | Pushbroom (en) | Surveillance des ressources agricoles et forestières                                                      | Résolution spatiale 30 m. |
| PRISMA     | Agence spatiale italienne | Satellite | PRISMA    | 2019 | 400-2500 nm     | 250 (< 12 nm)          | Pushbroom      | Surveillance des ressources naturelles, démonstrateur technologique                                       | Résolution spatiale 30 m. |
| HSI        | DLR                       | Satellite | EnMAP     | 2021 | 420-2450        | 228 (6,5 nm et 10 nm)  | Pushbroom      | | Résolution spatiale 30 m. |
| HISUI      | JAXA                      | Satellite | ALOS-3    | 2021 | 400-2500        | 185 (10 nm et 12,5 nm) | Pushbroom      | Gestion des ressources minières, suivi des productions agricoles, surveillance environnement, agriculture | Résolution spatiale 30 m. |

### Résolution temporelle
La résolution temporelle, exprimée par exemple en nombre de jours, mesure la fréquence avec laquelle une région donnée est photographiée par un système d'imagerie spatiale. C'est un critère important par exemple pour les prévisions météorologiques. La résolution temporelle dépend de plusieurs facteurs. La fauchée (largeur de la zone photographiée) qui selon les instruments peut varier de quelques kilomètres à quelques milliers de kilomètres, la capacité du satellite à prendre des photos décentrées par rapport à sa trace au sol (en basculant latéralement tout le satellite ou seulement le système optique de la caméra), le recours à une constellation de satellites.  

### Résolution radiométrique
La résolution radiométrique mesure le niveau de contraste de l'image obtenue par le système d'imagerie. Le niveau de gris enregistré par un détecteur peut être enregistré typiquement sur 8 bits (255 valeurs), 11 bits (2047 valeurs), 12 bits (4095 valeurs) ou 16 bits (65635 valeurs).  

## Techniques d'acquisition des images

### Capteurs
Plusieurs technologies de capteurs sont ou ont été utilisées pour capturer les images. Les premières images collectées depuis l'espace l'ont été en utilisant des films photographiques qui étaient soit développés à bord du satellite puis lues par une caméra le résultat étant transmis par radio soit éjectés dans des capsules récupérés au sol (satellites de renseignement). Des tubes de caméra (vidicon) ont été également utilisés. Le développement de l'électronique a permis la mise au point de procédés moins complexes et plus performants reposant sur des détecteurs de différents types (quantique ou thermique) utilisé dans des configurations variées (type de capteur).

#### Technologie des détecteurs
Selon la partie du spectre électromagnétique qui doit être imagée (lumière visible, infrarouge, micro-ondes, etc.)  les systèmes d'imagerie utilisent des  détecteurs quantiques ou thermiques :
- Les détecteurs quantiques sont les plus connus car ce sont ceux qui sont utilisés pour prendre des images en lumière visible. Dans ce type de détecteur, les atomes du détecteur libèrent un électron lorsqu'ils sont bombardés par des photons d'une énergie donnée. Le flux électrique produit est mesuré. Les détecteurs photovoltaïques sont les plus utilisés. Pour détecter les photons produits par la lumière visible, les détecteurs les plus courants utilisent le silicium qui génère des électrons lorsqu'ils sont bombardés par des photons dont la longueur d'ondes est comprise entre 0,5 et 1 micron[9].
- Les détecteurs thermiques sont principalement utilisés pour les grandes longueurs d'ondes (infrarouge moyen et lointain, micro-ondes,..) où ils s'avèrent plus sensibles que les détecteurs quantiques. Le principe de fonctionnement repose sur l'élévation de température provoquée par l'énergie des photons incidents. Cette augmentation de température entraine une modification d'une caractéristique physique du détecteur (résistance, tension, ...) qui est mesurée. Leur sensibilité, bien que meilleure que celle des détecteurs quantiques, est faible et leur temps de réponse est lent. Il existe différents types de détecteur thermique[10] :
  - Les bolomètres mesurent la variation de résistance du matériau. Ils sont utilisés pour imager le rayonnement très énergétique (rayons X et gamma) et le rayonnement submillimétrique (200 à 300 microns). Ils sont difficiles à mettre en oeuvre car ils exigent une température de fonctionnement très basse (de l'ordre de quelques microkelvins) pour limiter le bruit thermique généré par le détecteur.
  - Les microbolomètres sont utilisés pour la détection du rayonnement infrarouge moyen (8 à 20 microns). Ils présentent l'avantage de fonctionner à température ambiante (20°C) ce qui permet de se dispenser de système de refroidissement. Ils utilisent des matériaux tels que l'oxyde de vanadium ou le silicium amorphe.
  - Les détecteurs pyroélectriques sont constitués de lames cristallines ayant une polarisation croissante. Les charges électriques sont d'autant plus grandes que la température est élevée.
  - Les détecteurs de type thermocouple repose sur l'utilisation de deux matériaux soudés entre eux. Lorsque la température s'élève, une tension électrique apparait à la jonction.

#### Capteur de type scanner

Capteur de type scanner : le capteur, qui comprend ici 4 détecteurs (bleu foncé), reconstitue l'image en balayant horizontalement et verticalement la région photographiée grâce à un miroir pivotant et au mouvement du satellite (pivotement transversal ou déplacement).

Le capteur de type scanner comprend un seul ou quelques détecteurs. Pour obtenir une image complète, la zone photographiée est balayée d'une part de manière transversale par rotation d'un miroir (Landsat) ou rotation du satellite (Météosat) tout entier et d'autre part dans le sens de la progression du satellite par rotation d'un miroir (Météosat) ou en utilisant l'avancée du satellite (Landsat). Ce type de capteur permet un étalonnage précis (nombre réduit de détecteurs) et permet d'obtenir de larges fauchées (pas de limitations). Mais ces inconvénients sont très nombreux ce qui a conduit à l'abandon progressif de cette technique : présence de mécanismes (miroir rotatif) fragiles et délicats, sensibilité aux perturbations géométriques, temps d'intégration limité (l'image est obtenue après de nombreuses opérations). 

#### Capteur push-broom

Capteur de type pushbroom : la barrette de détecteurs (bleu foncé) reconstitue l'image en balayant la zone photographiée ligne par ligne grâce à l'avancement du satellite.

Les capteurs push-broom sont constitués d'une ligne de détecteurs (barrette) qui permettent l'acquisition d'une seule ligne de pixels. Le déplacement du satellite permet l'acquisition de la ligne de pixels suivante. Cette technique est souple et simple d'emploi. La miniaturisation des détecteurs et l'utilisation de plusieurs barrettes mises bout à bout permettent de disposer d'un grand nombre de détecteurs (24 000 pour Spot 5). Les déformations géométriques ne sont sensibles que dans le sens transversal. L'étalonnage est moindre que dans le cas des capteurs matriciels. Les satellites à défilement (non géostationnaire) utilisent majoritairement cette technique. 

#### Capteur matriciel
Les capteurs matriciels permettent d'obtenir une image en une seule prise. Cette technologie, qui renoue avec les capacités des films photographiques, est apparue avec la mise au point des matrices de CCD (Dispositif à transfert de charges) et a succédé chronologiquement, sans les remplacer entièrement, aux capteurs de type scanner ou push-broom. Tous les pixels de l'image sont acquis simultanément, un pixel étant systématiquement associé à un détecteur. Ce type de capteur permet une bonne géométrie de l'image et sa brièveté permet de réaliser plusieurs prises de vue sous des angles différents. Ils sont toutefois peu utilisés car la réalisation des capteurs est plus complexe que celle des push-broom, l'étalonnage du grand nombre de détecteurs est délicat et la réalisation de capteurs comportant un grand nombre de détecteurs est délicat. 

#### Capteur push-broom TDI
Les capteurs TDI (Time Delay Integration) sont constituées de plusieurs barrettes : la même zone photographiée défile successivement sur chaque barrette tandis que les photons collectés sont transférés d'une barrette à l'autre. Cette technique permet d'allonger le temps d'intégration et donc d'améliorer le rapport signal sur bruit (=amélioration de la résolution spatiale) sans accroitre la durée totale consacrée à une prise d'image (chaque barrette traite une portion de l'image). Le degré d'amélioration dépend du nombre de barrettes (=nombre d'étages TDI). Les barrettes TDI sont utilisées par exemple sur les satellites Pléiades (10 étages TDI et barrettes de 6000 pixels). Elles présentent plusieurs inconvénients : complexité qui limite le nombre de détecteurs, nécessité d'une grande stabilité du satellite.

## Traitement des images

### Compression
Le débit permis par les liaisons radio entre le satellite et le sol constitue une contrainte importante limitant la quantité de données qui peuvent être transmises. Les performances croissantes des liaisons radio ne parviennent pas à compenser l'augmentation du volume de données engendré par l'amélioration de la résolution spatiale et du nombre de bandes spectrales observées simultanément. D'autre part les satellites ne sont pas toujours à portée d'une station terrestre et doivent stocker à bord, dans leur mémoire de masse, les données produites par l'instrument. Or la capacité de celle-ci est limitée. Pour ces deux raisons des algorithmes de compression d'image sont appliqués avant le stockage et la transmission des données. Ces algorithmes ont pour objectif de réduire le nombre de bits transmis par rapport à celui généré initialement par l'instrument tout en préservant la qualité attendue par les utilisateurs finaux.
La compression sans dégradation du résultat pour l'utilisateur est permise par l'existence de plages de pixels contigus dont la valeur (couleur) est identique. Cette redondance s'accroit généralement lorsque la résolution spatiale est importante c'est-à-dire que l'image est détaillée. Elle est par contre très faible lorsque l'image est floue du fait d'un bruit important (celui-ci est aléatoire). Lorsque l'image est réalisée simultanément dans plusieurs bandes spectrales une compression multispectrale peut être également réalisée. Ainsi les valeurs dans les bandes spectrales verte et rouge sont souvent corrélées. 
La compression peut être réversible (sans perte), c'est-à-dire que les valeurs d'origine de tous le pixels peuvent être recalculés, mais le taux de compression (rapport entre le nombre de bits d'origine et celui transmis) est alors généralement inférieur à 2. On opte presque toujours pour une compression irréversible (ou avec perte) conçue pour véhiculer uniquement les informations pertinentes pour l'application les utilisant et qui permet des taux de compression importants Il existe plusieurs méthodes de compression (Compression par ondelettes, DCT , , etc.) et celles-ci ont régulièrement progressé depuis le début de l'ère spatiale. La puissance de calcul croissante des ordinateurs embarqués (nécessaire lorsque les données doivent être compressée en temps réel) contribue à l'amélioration de leur performance.  

## Produits

### Vraies et fausses couleurs

Cette succession de trois photos d'un incendie sur la côte du Groenland comprend un image en « vraies couleurs » et deux images en « fausses couleurs » combinant différemment les images de 13 canaux du satellite Sentinel-2 afin de mettre en évidence d'une part l'incendie en cours, d'autre part les zones brûlées.

Une image classique (telle que notre œil le perçoit) est produite à partir des enregistrements effectués dans les trois canaux de lumière visible (rouge, vert, bleu). Il s'agit d'image en « vraies couleurs ». Pour pouvoir visualiser les données de l'image enregistrées dans des canaux ne faisant pas partie de la lumière visible on affecte de manière conventionnelle une couleur donnée à chacun des canaux. L'image obtenue en combinant ces différents canaux est dite image en « fausses couleurs ».

## Historique de l'imagerie spatiale

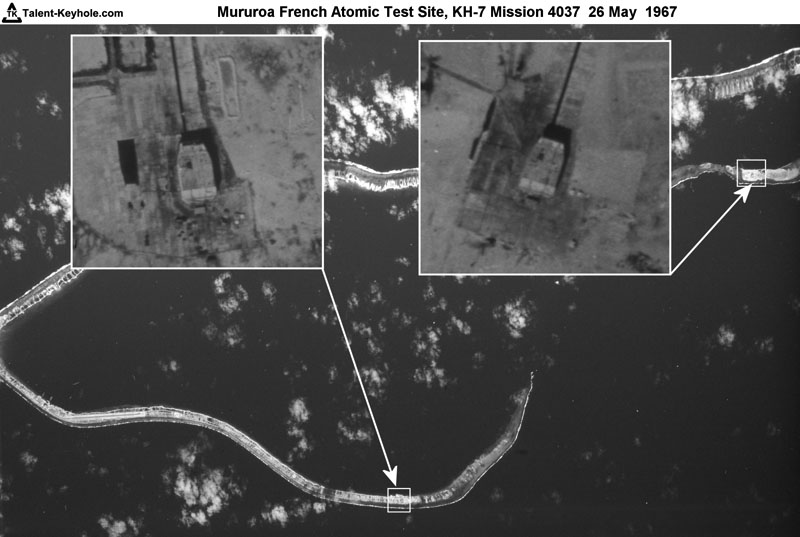
Image satellitaire de Moruroa depuis un satellite espion KH-7 en 1967.

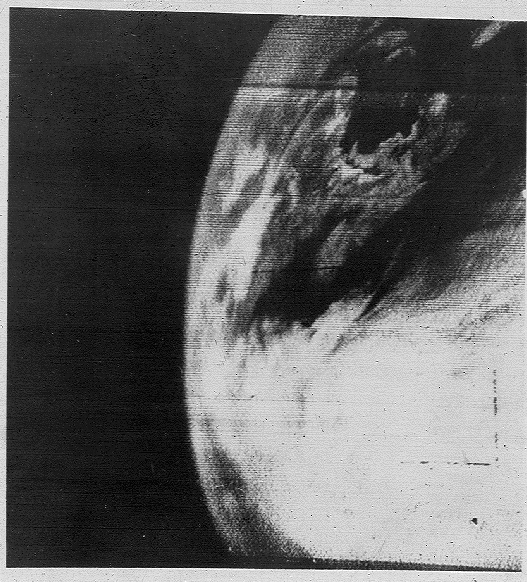
Première image de la Terre prise de l'espace et retransmise à la télévision par le satellite météorologique TIROS-1, le 1er avril 1960.

Les premières photographies satellites de la Terre ont été réalisées le 14 août 1959 par le satellite américain Explorer 6.
Les premières photographies satellites de la Lune auraient été faites le 6 octobre 1959 par le satellite soviétique Luna 3, lors d'une mission destinée à photographier sa face cachée.
La photographie La Bille bleue (en anglais : Blue Marble) a été prise de l'espace en 1972. Elle est rapidement devenue très populaire auprès des médias et du grand public.
En 1972, les États-Unis lancent le programme Landsat, un des plus anciens programmes d'observation de la surface terrestre des États-Unis. Un de ses premiers objectifs était l'évaluation des volumes de récolte céréalières en URSS et aux États-Unis afin d'anticiper l'évolution des cours. Huit satellites Landsat ont été lancés depuis le 23 juillet 1972, le dernier, Landsat 8, a été lancé le 11 février 2003.
En 1977, la première image satellite en temps réel est prise par le satellite américain KH-11.
La même année, la France lance le programme SPOT (Satellite pour l’observation de la Terre), afin de fournir le premier service commercial d'imagerie satellite. Le premier satellite de cette famille de satellites civils développés par le CNES s'illustre par la diffusion, peu après son lancement en 1986, des premières images publiques de la catastrophe de Tchernobyl. Le 4e exemplaire s'illustre à son tour en étant le premier satellite à photographier les attentats du 11 septembre 2001, moins de 3 heures après.

## Accès aux images et fournisseurs d'images
Aux États-Unis, l'imagerie terrestre a longtemps été l'apanage du renseignement militaire. Il faudra attendre la fin de la Guerre froide, et la réorganisation des efforts stratégiques, pour que les entreprises privées soient autorisées à capter, puis à exploiter des images réalisées par satellite. Bien que de plus en plus dépendantes du secteur privé, les administrations ont toujours recours à ce type d'imagerie : toutes les images satellite prises par la NASA, notamment, sont éditées par la NASA Earth Observatory et sont proposées gratuitement au public (open data).
De nombreux autres pays ont des programmes d'imagerie satellite. Une collaboration internationale européenne, par le biais de l'Agence spatiale européenne (ESA), a permis de lancer les missions ERS 1 en 1992 puis ERS 2 en 1995, suivies par la mission ENVISAT en 2002. ENVISAT, mis en orbite le 1er mars 2002 par Ariane 5 est un programme de 2,3 milliards d'euros pour le plus gros satellite scientifique d'observation de la Terre jamais conçu. Le 20 février 2017, l'ESA a annoncé le libre accès à ses contenus (images ses vidéos et certaines autres données), sauf mention contraire. Ces contenus informationnels deviennent librement partageables et réutilisables comme l'étaient depuis toujours ceux de la NASA et des autres grandes agences financées par les budgets de l’État américain (hors cas particuliers liés par exemple au secret défense). La licence utilisée à l'ESA est la CC by-sa 3.0 IGO (« IGO » signifie en anglais : intergovernmental organization, ce qui signifie qu'en cas de litiges (très rares en matière de Creative Commons), il faudra passer par une médiation avec l'Agence),.
Les images SPOT 1 à 5 du CNES sont disponibles sous licence ouverte depuis le 17 juin 2021.
Il existe également des compagnies privées qui produisent et commercialisent des imageries satellites telles que Maxar, Airbus DS Geo ou Planet Labs.

## Produits
L'image spatiale produit des images satellite (ou satellitaire - l'usage de l'adjectif satellital est discuté,.

## Utilisations
De très nombreux usages (scientifiques, civils et militaires) sont faits de ces images.
Les satellites ont eu une contribution unique et importante, dans certains domaines dont :
- Météorologie,
- Évaluation et la surveillance de l'environnement (déforestation, pollutions, pollution lumineuse, urbanisation et périurbanisation, fragmentation écologique, érosion, etc.). Par exemple des analyses[25] d'images Landsat faites par la NASA[26], l'université de Californie et le Conservation Research Center du Smithsonian Institution ont clairement montré en 2004 que malgré un triple statut d'Aire protégée (statut de réserve ethnique, de Réserve de la biosphère de l'UNESCO et de Parc national), la région de Yasuni, l'une des plus riches au monde en biodiversité, continue à être déforestée[25] et morcelée. Le taux annuel moyen de déforestation était de 0,11 % au début des années 2000, mais avec une tendance à la hausse qui si elle devait se poursuivre conduirait à ce qu'avant 2063, 50 % de la forêt située à environ 2 km d'une route d'accès au pétrole soient perdus et offerts à une colonisation sans entrave et à une conversion anthropique en zone de culture ou d'habitation)[25].

- Archéologie,

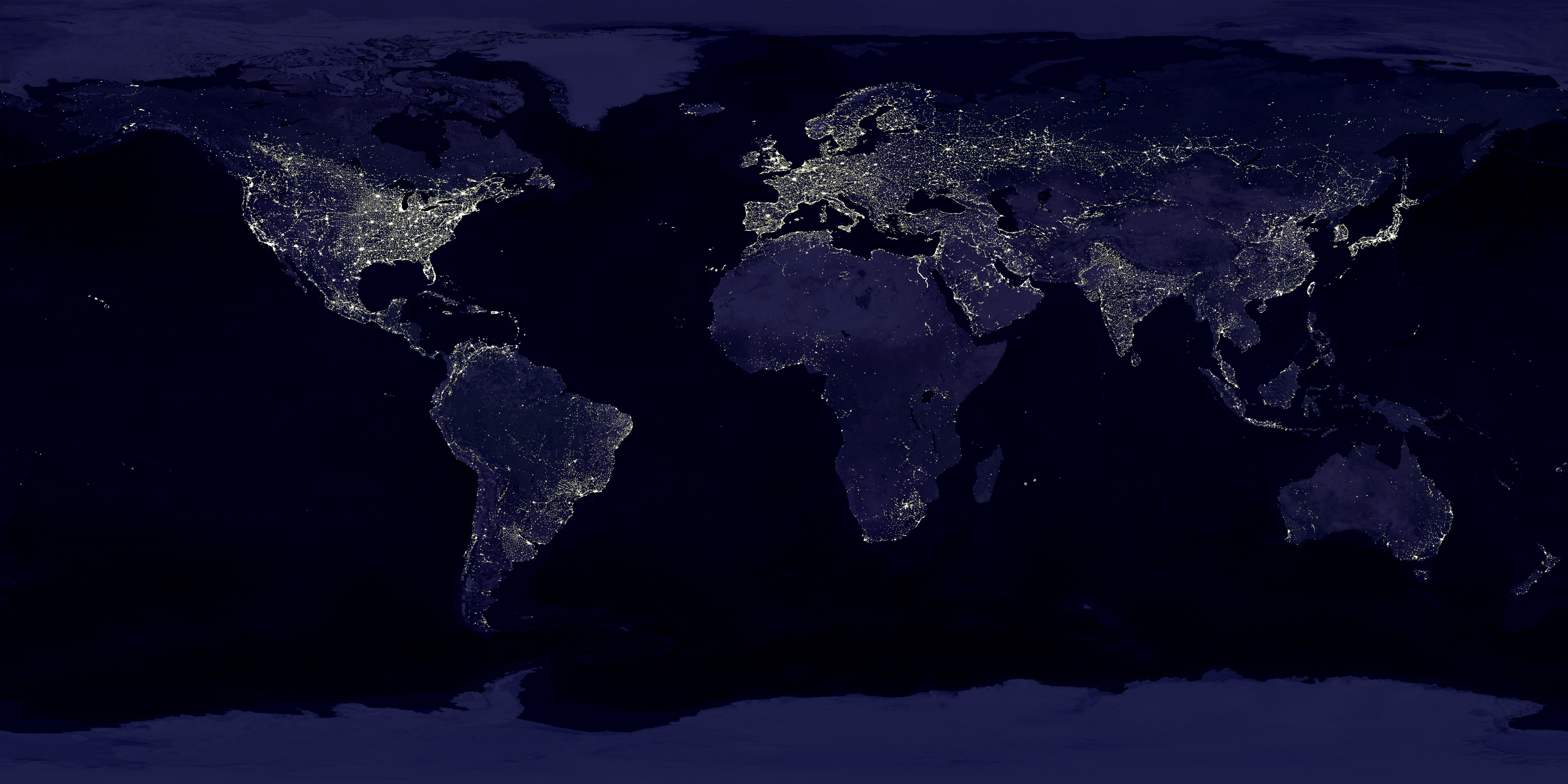
Image satellitaire composite montrant la pollution lumineuse (intensité et répartition), facteur de fragmentation écologique et de dégradation de l'environnement nocturne.
Il s'agit d'une superpositions d'images prises de nuit et par temps clair ; les limites des continents sont produites par l'ajout en couleurs sombres, des photographies équivalentes diurnes.

- Aménagement du territoire, cartographie (SIG notamment),
- Suivi de l'usage des sols,
- Lutte contre les incendies,
- Télécommunications, via l'Internet notamment
- Agriculture[27]
- Sylviculture
- Sécurité maritime (balises Argos, GPS, etc.), alertes Tsunami et suites
- Gestion de certains risques
- Gestion de l'énergie (solaire, éolien en particulier)
- Gestion des ressources naturelles,
- Évaluation des puits de carbone

Ils ont notamment permis de mieux identifier et faire reconnaître les changements climatiques et écologiques globaux.